# Shawnee, Oklahoma
Shawnee, Oklahoma là một thành phố quận lỵ quận Pottawatomie tiểu bang Oklahoma, Hoa Kỳ. Thành phố có diện tích km2, dân số theo điều tra dân số năm 2010 của Cục điều tra dân số Hoa Kỳ, thành phố có dân số 29.857 người.
Thành phố này là một phần của thành phố Khu vực thống kê kết hợp Oklahoma-Shawnee, nó cũng là thành phố chính của khu vực thống kê tiểu đô thị Shawnee.
Nằm trên xa lộ liên bang 40, Shawnee chỉ là 30 phút về phía đông của các điểm tham quan trong trung tâm thành phố Oklahoma City. Phía Đông và Đông Bắc, các sông McClellan-Kerr, hệ thống thủy lợi sông Arkansas cung cấp tuyến đường thủy đến Vịnh Mexico.

## Nhân khẩu
Theo điều tra dân số 2 năm 2000, thành phố đã có dân số 28.692 người, 11.311 hộ gia đình, và 7.306 gia đình cư trú tại thành phố. Mật độ dân số là 678,9 người cho mỗi dặm vuông (262.1/km ²). Có 12.651 đơn vị nhà ở mật độ trung bình 299,3 mỗi dặm vuông (115.6/km ²). Cơ cấu chủng tộc của thành phố là 77,03% người da trắng, 4,06% người Mỹ gốc Phi, người Mỹ bản địa 12,82%, 0,95% Châu Á, Thái Bình Dương 0,05%, 0,72% từ các chủng tộc khác, và 4,37% từ hai hay nhiều chủng tộc. Tây Ban Nha hoặc La tinh của chủng tộc nào được 2,72% dân số.
Có 11.311 hộ gia đình trong đó có 29,7% trẻ em dưới 18 tuổi sống chung với họ, 46,2% các cặp vợ chồng đã kết hôn sống với nhau, 14,4% đã có một nữ chủ hộ không có mặt chồng, và 35,4% gia đình được không. Khoảng 30,4% của tất cả các hộ gia đình được tạo thành từ các cá nhân và 13,3% đã có một người nào đó sống một mình 65 tuổi trở lên. Quy mô hộ gia đình trung bình là 2,38 và kích cỡ gia đình trung bình là 2,96.
Trong thành phố độ tuổi dân số đã được trải ra với 24,3% ở độ tuổi dưới 18,% 15,2 18-24, 25,5% 25-44, 19,6% 45-64, và 15,3% từ 65 tuổi trở lên đã được người. Độ tuổi trung bình là 33 năm. Đối với mỗi 100 nữ có 92,7 nam giới. Đối với mỗi độ tuổi phụ nữ và hơn 100 18, đã có 89,2 nam giới.
Thu nhập trung bình của một hộ gia đình trong thành phố là 27.659 $, và thu nhập trung bình cho một gia đình là $ 35.690. Phái nam có thu nhập trung bình 29.792 $ so với mức 20.768 USD của phái nữ. Thu nhập bình quân đầu người của thành phố là 15.676 $. Khoảng 13,8% các gia đình và 17,8% dân số là dưới mức nghèo khổ, trong đó có 24,1% của những người dưới 18 tuổi và 11,2% của những người 65 tuổi hoặc hơn.